# Юрьева, Ольга Денисовна
Ольга Денисовна Юрьева (до 2023 — Ефимова; род. 18 апреля 1997, Омск) — российская волейболистка, диагональная нападающая. 

## Биография
Начала заниматься волейболом в омской СДЮСШОР № 4. 1-й тренер — Ю. А. Чайкин. В 15-летнем возрасте приглашена в молодёжную команду ВК «Омичка», в составе которой на протяжении трёх сезонов выступала в Молодёжной лиге чемпионата России, став в 2014 серебряным призёром турнира. В 2015—2016 играла в суперлиге в основной команде «Омичка».
После прекращения деятельности ВК «Омичка» перешла в команду «Сахалин», дебютировавшую в суперлиге. В 2017—2020 выступала за «Приморочку» и «Северянку» в высшей лиге «А», а в 2020 заключила контракт с «Тулицей».

### Клубная карьера
- 2012—2015 —  «Омичка»-2 (Омск) — молодёжная лига;
- 2014—2016 —  «Омичка» (Омск) — суперлига;
- 2016—2017 —  «Сахалин» (Южно-Сахалинск) — суперлига;
- 2017—2018 —  «Приморочка» (Владивосток) — высшая лига «А»;
- 2018—2019 —  «Северянка» (Череповец) — высшая лига «А»;
- 2019—2020 —  «Приморочка» (Владивосток) — высшая лига «А»;
- 2020—2024 —  «Тулица» (Тула) — суперлига;
- с 2024 —  «Динамо» (Москва) — суперлига.

## Достижения
- двукратный серебряный призёр чемпионатов России среди команд высшей лиги «А» — 2018, 2019.
- бронзовый призёр розыгрыша Кубка Сибири и Дальнего Востока 2016.